# 김무력
김무력(金武力, 518년~579년)은 가락국의 왕족이자 금관가야의 왕자였다. 6세기 중반 진흥왕 때의 장군이다. 신라 김유신 장군의 조부이며, 가락국의 마지막 제10대 왕인 구형왕의 3남 중 둘째 아들이다. 12세기에 출간된 삼국사기에 김무력의 생애에 대한 내용이 실려 있다. 부왕 구형왕을 따라 진골에 편입되었으며 관산성 전투에 참가하여 백제 성왕의 목을 베는 성과를 올렸다. 관직은 각간에 이르렀다. 첫 부인 박씨는 법흥왕 비 보도부인의 동생으로 법흥왕의 동서였다. 다른 이름은 솔우공이다.

## 생애

### 출생과 가계 배경
김무력은 가락국의 제12대 왕인 구형왕(仇衡王) 혹은 구해왕(仇亥王)의 차남(삼국사기에는 삼남)으로 태어났다. 그에게는 위로 형 세종과 동생 무득이 있었고, 15세 되던 532년 9월 신라 법흥왕과의 전쟁에서 패하자 구형왕은 나라를 신라에 양여하고, 대신 신라의 진골 귀족으로 편입되었다. 아들 세종각간, 무력, 무득 3형제는 경주에서 활약했는데, 특히 진흥왕때 명장 이사부(異斯夫)를 도와 북방경략에 참여하였다.
그런데 다른 설에 의하면 그가 구형왕의 아들이 아니라 손자 라는 설도 있다.
"삼국유사 가락국기에는 문무왕이 (외삼촌인) 김유신의 조상인, 가락국의 김수로왕 제사에 관한 조서를 내린 사실을 전하고 있다
```
가락국 시조의 9세손인 구형왕이 신라에 항복할 때에 거느리고 온 아들인 
세종각간
의 아들이 솔우공(김무력)이고, 그 아들인 서운(
김서현
)의 딸 
문명왕후
께서 나를 낳으셨다.
[
2
]
 때문에 시조인 
수로왕
은 나에게는 15대 조가 된다 그 나라는 이미 없어졌지만 그 묘가 아직 남아 있으니 종묘에 합사하여 제사를 계속하도록 하라.
[
2
]
```

삼국유사의 가락국기에 실린 문무왕의 특별 교서, 가락국 태조 태조 김수로왕을 신라 왕실의 종묘에 합사하도록 하라는 명령에 의하면 구형왕 - 세종 - 솔우공(무력) - 김서현 - 문명왕후 - 문무왕 자신으로 칭하고 있다. 삼국유사에 실린 문무왕의 말에 의하면 그는 구형왕의 손자가 되고, 이는 보통 구형왕의 아들로 여겨지는 통설과는 상반된다.
구형왕이 신라에 투항한 뒤 그도 진골 귀족으로 편입되었는데, 그는 군인이 되어 신라 진흥왕 때 명장 이사부(異斯夫)의 부관으로 북방 경략에 참여하였다.

### 관산성 전투
당시 백제는 성왕이 즉위하여 538년 도읍을 웅진에서 사비(부여)로 옮기고 신라와 화친하여 백제 중흥을 꾀하고 있었다. 성왕은 551년 한강유역을 되찾으려고 고구려를 공격하여 옥천지방에서 한강유역에 이르는 6개군을 탈환했다. 그러나 이때 신라는 곤경에 처한 고구려와 동맹하여 백제가 탈환한 6개 군을 모두 빼앗아 이곳에 신주(新州)를 설치했으며, 무력은 이때 전장에서 활약의 공로로 사돌부이었던 김무력이 잡찬으로 올라서고 신주도독이 되었다.
백제의 성왕은 이에 대한 보복으로 554년 대가야와 연합하여 신라 관산성(管山城:충북 옥천)을 공격했다.
당시 관산성에서는 신라의 군주 우덕(于德)이 성을 지키고 있었으나 백제군의 공격에 고전을 면치 못하였다. 마침 신주에 있던 무력은 자신이 거느린 병력을 이끌고 급거 출전하여 그해 7월 성왕을 지금의 대전 동구 직동(피골)에 있었던 노고산성에서 전사시켰으며, 4명의 좌평을 참살하고 병사 2만9천여명의 수급을 베는 대승을 거두어 삼국통일의 기초를 다졌다.

### 말년
그 후 신주성주와 신주도행군총관(新州道行軍摠管)을 지냈으며, 이러한 발판으로 김무력의 한강유역 쟁취와 관산성 전투의 승리는 신라의 국력을 크게 신장시켰으며 무력 역시 신흥 무장으로서의 발판을 확보하게 되어 신라 사회의 최고위 인물로 부상되었다. 두 번의 결혼 모두 신라 왕실 여성과 하였는데, 첫 부인 박씨는 신라 법흥왕비  보도부인 박씨의 여동생이다. 뒤에 취한 두 번째 부인 아양궁주는 진흥왕과 사도왕후의 딸이었다.

## 사후
경상남도 양산군 하북면 지산리 영취산 능선 아래에 매장되었다. 매년 10월에 그의 시제가 거행되고 있다.

### 김무력 묘 도굴 사건
1990년대 이후 경상남도 양산에 있던 그의 묘는 가야국의 왕자이자 김유신의 조부 묘로 외부에 알려지면서 도굴과 수난의 대상이 되었다. 1999년에 두 차례에 걸쳐 2007년 그의 묘가 세 번째로 도굴되었다. 이 도굴에서 부장품이 다수 사라진 것으로 추정된다.
2007년 5월 3일 김해김씨 종진회 양산지회에 따르면 2007년 4월 중순 양산시 하북면 지산리 영취산 기슭에 위치한 김 공의 봉분 정상 부분이 파헤쳐진 뒤 다시 메워진 사실을 확인했다. 김 공의 묘 정상에서 왼쪽 부분의 잔디가 가로 2m 세로 1m로 반듯하게 잘라진 뒤 원래대로 덮여 있으며 묘의 왼쪽 변두리 소나무 근처에는 미처 되메우지 못한 흙과 숯덩이들이 버려져 있는 등 전문 도굴꾼의 소행으로 짐작되나 범인은 잡지 못했다.
종친회 측은 '지난 99년 2차 도굴 사건 때 부장품이 없어진 것으로 확인돼 이번 도굴 사건과 관련해 경찰이나 시청 등 관계당국에 신고하지 않았다. 김무력의 묘의 잦은 수난은 김 공이 가락국 마지막 왕의 아들인데다 김유신 장군의 조부묘라는 사실이 알려지면서 도굴꾼의 표적이 됐다. 최초 도굴시기는 정확하지 않지만 해방 후 양산지역의 기관장으로 온 김해 김씨 후손이 가락국 왕손임을 기리기 위해 비석에 '왕릉'이라고 표기하면서 도굴이 잦아졌다'고 한다. 종친회 측은 99년 2차 도굴이 되자 '가락국 왕자 신라 각간 김무력 공 지묘'로 비석을 고쳤으나 이번에 또 다시 도굴사건이 발생했다. 종친회 김종완 양산지회 사무국장은 "도굴꾼에 의해 세 번째 묘소가 파헤쳐져 조상을 볼 면목이 없다"며 "사적지 지정 등 문화재 당국의 조치가 필요하다"고 말했다.

## 가계
- 부왕 : 구형왕(仇衡王, 488 ~ 557 재위: 521~532)
- 모후 : 계화부인(桂花夫人)
  - 형 : 김세종(金世宗, 511~588)
  - 동생 : 김무득(金武得)
  - 부인 : 박씨(朴氏), 보도부인(保刀夫人)의 동생
  - 부인 : 아양공주(阿陽公主), 진흥왕과 사도왕후 사이의 딸
    - 장남 : 김서현(金舒玄, 564~ ?)
      - 손자 : 김유신 (595~673)
      - 손자 : 김흠순 (598~680)
      - 손녀 : 김보희(金寶姬)
      - 손녀 : 문명왕후(文明王后, ? ~681)

## 같이 보기
- 김서현
- 구형왕
- 김유신
- 김흠순
- 삼국시대
- 김원술
- 반굴
- 문명왕후
- 금관가야
- 법흥왕

## 참고 문헌
- 역사 인물 편찬 위원회 지음, <<불멸의 세월: 김유신>> (출판사 역사디딤돌 | 2009)
- 김시우, <<가락국 천오백년 잠깨다>> (가락국사적개발연구원, 1995)
- 이홍직 ed. (1983). 새국어사전
- 이일청 ed. (1993). 인명국사대사전
- 김시우 ed. (1995). 가락국 천오백년 잠깨다